# Насриев, Мавлян
Мавля́н Насри́ев, другой вариант имени — Мавло́н (1885 год, кишлак Кавола, Самаркандский уезд, Туркестанское генерал-губернаторство, Российская империя — 1975 год, кишлак Кавлон, Самаркандская область, Узбекская ССР) — звеньевой колхоза имени 23 февраля Самаркандского района, Самаркандская область, Узбекская ССР. Герой Социалистического Труда (1949).

## Биография
Родился в 1885 году в крестьянской семье в кишлаке Кавола Самаркандского уезда. Трудился в сельском хозяйстве. После коллективизации с 1930 года работал звеньевым виноградарского звена в колхозе имени 23 февраля Самаркандского района.
В 1948 году звено под его руководством собрало в среднем с каждого гектара по 212,6 центнеров винограда на участке площадью 3 гектара. Указом Президиума Верховного Совета СССР от 12 июля 1949 года удостоен звания Героя Социалистического Труда за «получение высоких урожаев винограда в 1948 году» с вручением ордена Ленина и золотой медали «Серп и Молот» (№ 4166).
После выхода на пенсию проживал в родном кишлаке Кавола Самаркандского района (сегодня в городских границах Самарканда). Умер в 1975 году.